# Nejvyšší číšník
Nejvyšší číšník (latinsky summus pincerna, německy Oberst–Mundschenk, starým pravopisem Obrist-Mundschenk), zpočátku jen číšník (pincerna, pocillator, buticularius, scenco, schenk) patřil k dvorským úřadům (dignitates), které původně měly zabezpečovat hospodářství a chod domácnosti i dvora panovníka. Dalšími dvorskými úřady byl komorník (camerarius), správce knížecích stájí – maršálek (marschalcus, agazo), stolník (dapifer) a mečník (ensifer). Tradici úřadu lze vystopovat na merovejských a karolinských královských dvorech. 
V Čechách je doložen v polovině 12. století. Ve Svaté říši římské měl hodnost arcičíšníka (německy Erz-Mundschenk, latinsky Archipincerna) český král.

## České království
V Českém knížectví se číšník připomíná od poloviny 12. století (1147) za vlády Vladislava II. (vládl 1140–1172, králem od roku 1158). Původně šlo o péči o vinné sklepy, dozor nad zásobováním dvora nápoji (vínem) a přímou (čestnou) obsluhu knížete (krále) u stolu, později o čestnou hodnost dvorského ceremoniálu. Úřad vykonávali příslušníci rodu Bavorů, Hroznatovců, Vítkovců, Divišoviců, Buziců, Markvarticů. U dvorských úřadů se projevovala tendence k dědičnosti, číšník byl od roku 1337 dědičný v rodě Vartemberků, od 16. listopadu 1627 Slavatů z Chlumu a Košumberka a konečně po jejich vymření od 25. dubna 1716 Czerninů z Chudenic. Po Bílé hoře, pakliže král sídlil v Čechách, byly obvykle úřady královského českého dvora vykonávány už jen při korunovacích.
Nejvyššímu číšníkovi byl podřízen podčíšník neboli podčeší (subpincerna), který přímo obsluhoval při stolování. Během korunovačního obřadu v katedrále nejvyšší číšník nesl pozlacený soudek červeného vína jako připomínku eucharistické oběti, zatímco jeho příručí postříbřený soudek bílého vína. Soudky pak byly položeny na bíle prostřený stolek v presbytáři. Na korunovační hostině nejvyšší číšník podával králi číši, zatímco podčíšník mu víno naléval z konvice.

### Seznam nejvyšších číšníků Českého království

#### Od nejstarších dob
- 1147 Budislav
- 1160–1165 Vecel
- 1169–1170 Zdeslav
- 1175–1177 Dluhomil
- 1177 Štěpán
- 1180 Hroznata
- 1183 Mutina
- 1184 Konrád
- 1187 Sezima
- 1194 Arnošt
- 1207 Bohuta
- 1220–1225 Martin
- 1232–1238 Zbraslav
- 1238–1239 Bavor I. ze Strakonic († 1260)
- 1239–1248 Jaroš ze Slivna a Poděhus
- 1251 Bavor
- 1253 Čéč († 1270)
- 1256 Diviš
- 1262 Domaslav
- 1251–1267 Oldřich Zajíc
- 1268–1270 Havel II. z Lemberka
- 1270–1277 Volkmar z Třebonína
- 1283 Beneš z Vartenberka († asi 1294)
- 1284–1285 Jaroslav ze Šternberka
- 1285 Zdeslav III. ze Šternberka
- 1289 Jan z Michalovic (po 1260 – 1306)
- 1308–1310 (?) Jan I. z Vartenberka († 5. 1. 1316)
- 1318–1332 Beneš z Vartenberka († 1332)

#### Dědičně v rukou Vartenberků
- 1337–1364 Vaněk z Vartenberka († asi 1364)[5][pozn. 1]
- 1365–1382 (?) Jan Děčínský z Vartenberka († asi 1383)[5]
- před 1404–1405 Jan Veselský z Vartenberka[5]
- 1408–1414 nebo 1425 Čeněk z Vartenberka († 17. 9. 1425 Veliš u Jičína)[5]
- 1425 (?) –1433 (?) Jan Chudoba z Ralska[5]
- 1433 (?) –1436 Zikmund Děčínský z Vartenberka[5]
- 1454 (?) –1463 Jan z Vartenberka[5]
- 1463–1487 (?) Beneš z Vartenberka a Zákup[5]
- 1487–1506 Zikmund z Vartenberka[5]
- 1518–1537 Kryštof Děčínský z Vartenberka[5]
- 1537–1541 Prokop z Vartenberka[5]
- 1589–1604 Jindřich mladší z Vartenberka[5]
- 1604–1608 Zikmund z Vartenberka[5]
- 1608–1617 Jan z Vartenberka[5] na Novém zámku a Kamenici, úřad zastával v roce 1611 v době korunovace Matyáše Habsburského na českého krále, kdy v průvodu přinášel zlatý soudek,[6] i v roce 1616 v době korunovace Anny Tyrolské na českou královnu[7]
- 1617–1622 Jan Jiří III. z Vartenberka,[5] ultimus familiae
- 1622–1625 úřad neobsazen
- 1625 Ota Jindřich z Vartenberka[5] († 29. 10. 1625 Markvartice u Děčína), zavražděn

#### Dědičně v rukou Slavatů
- 1627 (16. 12.) – 1652 (19. 1.) Vilém Slavata z Chlumu a Košumberka (1. 12. 1572 Čestín – 19. 1. 1652 Vídeň)
- 1652 (19. 1.) – 1657 (2. 7.) Adam Pavel Slavata (13. 6. 1604 – 2. 7. 1657 Nová Bystřice)
- 1657 (2. 7.) – 1673 (2. 4.) Ferdinand Vilém Slavata (1. 9. 1630 – 2. 4. 1673)
- 1673 (2. 4.) – 1689 (1. 7.) Jan Jiří Jáchym Slavata (1638 – 1. 7. 1689 Velvary)
- 1689 (1. 7.) – 1691 (26. 1.) František Leopold Vilém Slavata (1639 – 26. 1. 1691 Jindřichův Hradec)
- (1691–1712[2] Jan Karel Jáchym Slavata (1641 – 21. 7. 1712 Řím))
- 1712–1716 neobsazen

#### Dědičně v rukou Czerninů z Chudenic
- 1716–1733 František Josef Czernin z Chudenic (5. 3. 1696 – 6. 3. 1733 Vídeň),[8] diplom císaře Karla VI. byl vydán ve Vídni 25. dubna 1716,[9] v letech 1721–1733 zastával úřad nejvyššího dvorského sudího
  - protože byl také zemským úředníkem, při korunovaci Karla VI. a Alžběty Kristýny v roce 1723 ho jako nejvyššího číšníka zastupoval Děpolt Martin Czernin z Chudenic (asi 1680–1755) z chudenické větve[10][11]
- 1733–1777 Prokop Vojtěch Czernin z Chudenic (23. 2. nebo 23. 3. 1726/1729 Praha – 30. 1. 1777 Praha)
  - úřad zastával při korunovaci Marie Terezie v roce 1743
- 1777–1845 Jan Rudolf Czernin z Chudenic (9. 6. 1757 Vídeň – 23. 4. 1845 Vídeň)
  - v roce 1791 při korunovaci Leopolda II.
  - v letech 1824–1843 zastával úřad nejvyššího císařského komorníka, proto ho při korunovaci Ferdinanda V. Dobrotivého v roce 1836 zastupoval při nesení pozlaceného soudku v katedrále dědičný pokladník kníže Lobkowicz.[3] Na korunovační hostině císaři naléval jako zástupce Jana Rudolfa Evžen hrabě Czernin (1796–1868).[12][13]
- 1845–1868 Evžen I. Karel Czernin z Chudenic (4. 11. 1796 Vídeň – 11. 7. 1868 zámek Petrohrad), v roce 1836 při korunovaci Ferdinanda I. Dobrotivého zastupoval otce
- 1868–1908 Jaromír Czernin z Chudenic (13. 3. 1818 Vídeň – 26. 11. 1908 Petrohrad)
- 1908–1918 Evžen II. Jaromír Czernin z Chudenic (13. 2. 1851 Vídeň-Josefstadt – 5. 11. 1925 Petrohrad)

### Seznam podčíšníků Českého království
- 1185 Diviš
- 1194–1195 Jaroš
- 1211 Paulík
- 1222 Holach
- 1227 Albert
- 1232 Beneda
- 1232–1234 Jiljí čili Idík
- 1233–1234 Sezima
- 1251 Bedřich
- 1251–1252 Oldřich Zajíc
- 1232–1238 Zbraslav z Miletína
- 1251–1267 Oldřich Zajíc z Valdeka
- 1261–1277 Oneš z Onšova
- 1264 Bedřich
- 1268 Protiven
- 1308 Albera
- 1483 Jindřich z Tandorfa[14]

## Moravské markrabství

### Seznam nejvyšších číšníků Moravského markrabství
- 1203–1213 Sulislav
- 1226 Vilém
- 1228 Miroslav
- 1233–1237 Lupold
- 1239–1245 Vilém
- 1240–1249 Lupold
- 1253 Volfram
- 1256 Diviš
- 1262–1267 Oneš
- 1268–1272 Nezamysl
- 1284 Jaroslav ze Šternberka
- 1303 Protiva z Dúbravice
- 1327 Oldřich z Kesinku
- 1334 Oldřich z Kesinku
- 1381–1382 Čeněk z Rovečné
- 1384–1385 Heník z Valdštejna
- 1481 Václav z Boskovic

### Seznam podčíšníků Moravského markrabství
- 1203 Petr
- 1222–1224 Svatoslav
- 1226 Milič
- 1232 Idík I. ze Švábenic († 1268)
- 1233–1234 Sezima
- 1234 Idík

## Svaté říše římská

### Seznam dědičných číšníků ve Svaté říši římské
Český král jako arcičíšník propůjčil úřad dědičného říšského číšníka hrabatům Schenkům z Limpurgu (Schenken von Limpurg) a od roku 1714 hrabatům z Althannu.
(* ?–? Erasmus ze Starhembergu, císařský nejvyšší číšník)
- 1714 (19. 6.)[16] – 1722 Michael Jan III. z Althannu (8. 10. 1679 Jaroslavice – 26. 3. 1722 Vídeň)

## Rakouské země

### Horní Rakousy
V roce 1848 zastával úřad rod hrabat z Barthů z Barthenheimu.
- ?–? Rudolf ze Sinzendorfu (1620 Ernstbrunn – 29. 11. 1677)
- ?–? Jiří Ludvík ze Sinzendorfu (17. 1. 1616 – 14. 12. 1681 Vídeň),[18] říšský hrabě (1648), nejvyšší hofmistr císařovny Eleonory[18]
- ?–? Filip Ludvík Václav ze Sinzendorfu (26. 12. 1671 Vídeň – 8. 2. 1742 Vídeň),[18] také nejvyšší dědičný zemský kráječ, sudí a štítonoš v Horních Rakousích, nejvyšší dvorský a státní kancléř a konferenční minister[18]

### Dolní Rakousy
V roce 1848 zastával úřad rod hrabat z Hardeggu.
- ?–? Julius z Hardeggu,[19] také nejvyšší dědičný stolník ve Štýrsku, nejvyšší dvorní maršálek císaře Ferdinanda I.[pozn. 3]
- ?–? Jan Julius IV. z Hardeggu[20] (6. 2. 1676–1746), také nejvyšší dědičný stolník ve Štýrsku, zakladatel starší linie Stetteldorf
- ?–? Jindřich z Hardeggu,[21] také nejvyšší dědičný stolník ve Štýrsku[pozn. 4]
- ?–? (určitě 1811) Jan Ferdinand Hardegg (18. 4 1773 – 2. 5 1818), syn Jana Františka

### Štýrsko
Úřad dědičného zemského číšníka (Erblandmundschenk, Erbschenkenamt) zastávali páni z Landesere, páni a hrabata z Stubenbergu (1322‒1345 často, poté znovu teprve od roku 1361; v letech 1359‒1361 Bedřich z Walsee–Grazu a zároveň s ním Bedřich z Stubenbergu, místo Bedřicha z Walsee († červen/červenec 1362) Cholo z Saldenhofenu († 1374)). K úřadu náležel zemský soud, rybolov a desátek v Kapfenbergu (1443–1848). Dědičný úřad zastávali Stubenbergové i v roce 1848.
- 1190 Erchenger (I.) z Landesere[22]
- 1246 a násl. Erchenger (II.) z Landesere[22]
- ?–? Bedřich ze Stubenbergu († 29. 11. 1371)[23]
- ?–? Otto ze Stubenbergu († 4. 9. 1425)[23]
- ?–? Kašpar ze Stubenbergu(† 15. 9. 1524)[24][pozn. 5]
- ?–? Kašpar ze Stubenbergu[25][pozn. 6]
- ?–? Wolf ze Stubenbergu[26][pozn. 7]
- ?–? Rudolf ze Stubenbergu (1588–1620), úřad zastával v roce 1616 v době korunovace Anny Tyrolské na českou královnu[7]
- ?–? Jiří Zikmund ze Stubenbergu († 7. 9. 1632)[27]
- ?–1639? Jiří ze Stubenbergu[28] († 21. 5. 1639 Štýrský Hradec)[29][pozn. 8]
- ?–? Jan Jiří ze Stubenbergu († 9. 8. 1776)
- ?–? Wolfgang ze Stubenbergu († 7. 6. 1800 Štýrský Hradec)[30]

### Korutany
Úřad dědičných číšníků (Oberst-Erblandmundschenk in Kärnten) v Korutanském vévodství zastával šlechtický rod Dietrichsteinů. Jako dědičné léno ho drželi i v roce 1848.
- ?–? Zikmund z Dietrichsteinu (13. 2. 1480 Hartneidstein – 19. 5. 1533 Finkenstein)[31]
- ?–? Zikmund Ludvík z Dietrichsteinu (?– 15. 10. 1653 Štýrský Hradec), říšský hrabě (1631)[32]
- ?–? Jan František z Dietrichsteinu (1629–?), říšský hrabě (1690), také nejvyšší dědičný zemský lovčí ve Štýrsku[33]
- ?–1698 Ferdinand Josef z Dietrichsteinu (25. 9. 1636[pozn. 9] – 28. 11. 1698 Vídeň), 2. (3). kníže, také dědičný zemský lovčí ve Štýrsku a císařský nejvyšší hofmistr[34]
- ?–? František Adam z Dietrichsteinu (30. 3. 1642 Štýrský Hradec – 20. 7. 1702 Vídeň)[35]
- 1698–1708 Leopold Ignác z Dietrichsteinu (16. 8. 1660 Eggenberg – 13. 7. 1708 Mikulov)
- 1708–1738 Walter Xaver z Dietrichsteinu (18. 9. 1664 Brno – 3. 11. 1738 Mikulov)
- ?–?  Jan František Gottfried z Dietrichsteinu (26. 12. 1671 Štýrský Hradec – 20. 2. 1755 Vídeň)[36]
- 1738?–1784 Karel Maxmilián z Dietrichsteinu[37] (28. 4. 1702 Brno – 24. 10. 1784 Mikulov), 5. (6.) kníže, nejvyšší hofmistr, nejvyšší dvorský a dědičný zemský lovčí ve Štýrsku, nejvyšší císařský dvorský maršálek[38][37]
- ?–? Dismas z Dietrichsteinu[pozn. 10] (29. 11. 1698 Štýrský Hradec – 25. 4. 1783 Štýrský Hradec), také nejvyšší dědičný zemský lovčí ve Štýrsku[33]
- ?–? Jan Křitel Karel z Dietrichstein-Nikolsburg-Proskau-Leslie (27. 6. 1728 Mikulov – 25. 5. 1808 Vídeň), 6. (7.) kníže, také nejvyšší dvorní a zemský lovčí ve Štýrsku, císařský nejvyšší štolba, vyslanec v Dánsku[39]
- ?–1825 Josef Karel z Dietrichsteinu (19. 10. 1763 Vídeň – 17. 9. 1825 Vídeň)

### Kraňsko a Vindická marka
V roce 1622 získali úřad nejvyššího číšníka v Kraňsku Eggenbergové. Po rodině Eggenbergů v roce 1719 udělil císař Karel VI. dědičnou hodnost Cobenzlům. Po jejich vymření úřad převzal rod hrabat Coronini z Cronbergu, zastávali ho i v roce 1848.
- ?–? Jan Kryštof z Tschernemblu[42][pozn. 11]
- ?–? Jan z Tschernemblu[43][pozn. 12]
- 1622 (2. 2.)[44] – 1634 (18. 10.) Jan Oldřich z Eggenbergu[40] (1568 Štýrský Hradec – 18. 10. 1634 Lublaň), také nejvyšší dědičný zemský komorník ve Štýrsku[44]
- 1634–1649 Jan Antonín I. z Eggenbergu (5. 2. 1610 Vídeň – 12. 2. 1649 Lublaň)
- ?–1710 Jan Kristián I. z Eggenbergu  (7. 9 1641 – 14. 12. 1710 Praha), také nejvyšší dědičný maršálek v Rakousích, nejvyšší dědičný zemský komorník ve Štýrsku[45]
- ?–1713 Jan Seyfried z Eggenbergu (13. 8. 1644 – 5. 11. 1713 Štýrský Hradec)
- 1713–1716 Jan Antonín II. z Eggenbergu (1669–1716)
- 1716–1717 Jan Kristián II. z Eggenbergu (1704–1717), ultimus familiae
- 1717–1719 neobsazen
- 1719–1742 (30. 4.) Jan Kašpar II. Cobenzl[41] (30. 5. 1664 Wippach, dnes Vipava, Slovinsko – 30. 4. 1742 Vídeň), také nejvyšší dědičný zemský stolník a nejvyšší dědičný zemský sokolník v Gorici
- ?–1770 Karel Jan Cobenzl (21. 7. 1712 Vídeň – 27. (20.?) 1. 1770 Brusel), také nejvyšší dědičný zemský stolník a nejvyšší dědičný zemský sokolník v Gorici[46]
- ?–1797 Guidobald (Guido) Cobenzl (13. 1. 1716 Lublaň – 11. 10. 1797 Gorice), také nejvyšší dědičný zemský stolník a nejvyšší dědičný zemský sokolník v Gorici[46]
- ?– 1809 Jan Ludvík Cobenzl (21. 11. 1753 Brusel – 22. 2. 1809 Vídeň)[zdroj?]
- ?–1810 Jan Křtitel Filip III. Cobenzl (28. 3. 1741 Lublaň – 30. 8. 1810 Vídeň), také nejvyšší dědičný zemský stolník a nejvyšší dědičný zemský sokolník v Gorici[46]
- 1810[47]–1848? Michael Coronini z Cronbergu[pozn. 13] (31. 8. 1793 Gorice – 29. 5. 1876 Paříž), univerzální dědic Cobenzlů,[41] také nejvyšší číšník v Gorici a Gradišce[zdroj?]
- ?–1885 Kryštof Filip Arnošt Coronini z Kronbergu (20. 1. 1815 Paříž – 18. 3. 1885 Gorice)[48]
- ?–1887 Artur Štěpán Arnošt Coronini z Kronbergu (26. 11. 1837 Lublaň – 19. 12. 1887 Gorice)[48]
- ?–? Alfréd Jindřich Arnošt Coronini z Kronbergu[49] (5. 8. 1846 Savenstein//Boštanj – 12. 12. 1920 Gorice)

### Gorice a Gradiška
V roce 1848 nebyl úřad v tomto hrabství obsazen.
- ?–? Bedřich Lanthieri z Paratico (1716 Erlau (Uhry) – 23. 8. 1773 Marburg a. d. Drau),[30] také nejvyšší dědičný sokolník v Kraňsku a Vindické marce[30]

### Tyrolsko
V roce 1848 zastával úřad rod hrabat ze Spauru.

### Salcbursko
Císař Leopold I. udělil 14. června 1669 úřad dědičného číšníka arcibiskupství salcburského (Erbmundschenk des Erzstiftes Salzburg) hrabatům z Küenburgu. Úřad zastávali i v roce 1848.
- 1669 (14. 6.) – 1675 (15. 7.) Polykarp Vilém z Kuenburgu (4. 9. 1633 Štýrský Hradec – 15. 7. 1675 Salcburk)
- ?–? Jan Bedřich z Kuenburgu, druhý syn Jana Kryštofa
- ?–? František Ludvík z Kuenburgu (26. 5. 1705 – ?)
- ?–? Alois z Khünburgu (21. 11. 1775 Maribor – 28. 9. 1839 Štýrský Hradec)[50]
- ?–? Vilém z Khünburgu (26. 8. 1800 Gleinstätten – 18. 4. 1870 Gleinstätten)[50]

## Uhersko
(maďarsky főpohárnok, latinsky pincernarum regalium magister, německy Oberstmundschenk)
- ?–? František Dersffy de Szerdahely[51][pozn. 14]
- 1525–1526 Ladislav More de Chula[52]
- 1527 Jan Bánffy de Alsó Lindva[52]
- 1527–1533 Antonín Lossonczy[52]
- 1534–1571 Kryštof Batthyány[52]
- 1571 Michal Vardai[52]
- 1571–1587 neobsazeno
- 1587–1599 Šimon Forgách de Ghymes[52]
- 1599–1604 Jiří V. Thurzo de Bethlenfalva[52] (1567–1616)
- 1604–1607 Zikmund Forgách de Ghymes[52]
- 1608–1609 Ondřej Dóczy de Nagy Luche[52]
- 1610–1618 Jiří Drugeth de Homonna[52]
- 1618–1622 Stanislav III. Thurzo de Bethlenfalva[52] (1576–1625)
- 1622–1625 Kryštof Bánffy de Alsó Lindva[52]
- 1625–1641 Ladislav Pállfy z Erdődu[52]
- 1641–1663 Adam Forgách[52]
- 1663–1666 neobsazeno
- 1666–1687 Kryštof II. Batthyány[52] (1637–1687)
- 1687–1693 Adam II. Batthyány[52] (1662–1703)
- 1693–1723 František Batthyány[52]
- 1723–1751 Ludvík Batthyány[52]
- 1751–1758 neobsazeno
- 1758–1771 Pavel Balassa de Gyarmath[52]
- 1771–1778 František Dőry[52]
- 1778[52]–1786[52] František Xaver Koller de Nagybánya[53][pozn. 15]
- 1787[52]–1812[52] František Zichy z Vasonykeő[54] († 8. 8. 1812)
- 1812–1814 Josef Haller de Hallerkeő[52]
- 1814–1822 František Koháry de Csabragh[52]
- 1822–1824 neobsazeno
- 1824–1838 Ignác Eötvös[52]
- 1839–1847 Jan Keglevich de Buzin[52]
- 1847–1848 Štěpán Szerencsy de Szigeth[52]
- ? (určitě 1865/66)–? Antonín Majláth
- ?–? Emerich (Imre) Mikó (4. 9. 1805 Zabola – 16. 9. 1876 Kolozsvár)
- 1876–? neobsazeno
- ? (určitě 1881) – 1894 Mikuláš (Miklós) Bánffy z Losoncze (1801–1894)
- ?–? Tassilo Festetics de Tolna (5. 5. 1850 Vídeň – 4. 5. 1933 Keszthely)
- ?–1912 (27. 6.) Bedřich (Frigyes) z Wenckheimu (20. 10. 1842 Milán – 27. 6. 1912 Ó-Kígyós)
- 1912? (určitě 1913)–1918 Mikuláš IV. Esterházy z Galanty[55] (3.[55] nebo 5. 7. 1869 Vídeň – 6. 4. 1920 Šoproň)